# Esa Lindell
Esa Lindell (Vantaa, Finlandia, 23 de mayo de 1994) es un jugador profesional finlandés de hockey sobre hielo que se desempeña en la posición de defensor izquierdo en Dallas Stars, equipo de la National Hockey League (NHL).

## Carrera
Fue seleccionado en la tercera ronda en la NHL Entry Draft de 2012. En 2015 hizo su debut profesional con el equipo Dallas Stars, donde lleva jugando nueve temporadas.